# Polský turisticko-vlastivědný spolek
Polský turisticko-vlastivědný spolek (polsky Polskie Towarzystwo Turystyczno-Krajoznawcze, PTTK) je sdružení, které bylo vytvořeno v roce 1950 spojením Polského tatranského spolku (Polskiego Towarzystwa Tatrzańskiego) a Polského vlastivědného spolku (Polskiego Towarzystwa Krajoznawczego).
Po druhé světové válce se polští turisté rozhodli sjednotit turistické organizace pod jednu střechu. V roce 1948 byla ustanovena Koordinační komise, která vypracovala ideologické základy a principy budoucího statusu nové společné organizace. Proběhly kongresy obou organizaci a 17. prosince 1950 vznikl PTTK. Spolek sdružuje turisty, horolezce, ochránce přírody, pomáhá při rozvoji cestovního ruchu v Polsku.

## Historie
Myšlenka na založení turistického spolku vznikla v roce 1871. O dva roky později 3. srpna 1873 nadšenci a příznivci Tater založili Galicyjskie Towarzystwo Tatrzańskie („Haličský tatranský spolek“) v Novém Targu. V roce 1874 byl přejmenován na Polský tatranský spolek (Polskie Towarzystwo Tatrzańskie, PTT) se sídlem v Krakově. Spolek si vytyčil za cíl probádat Karpaty, podporovat turistiku, zpřístupňovat hory, chránit přírodu a podporovat domácí hospodářství horalů. Tato organizace byla nejstarší slovanskou turistickou organizací a jednou z nejstarších tohoto druhu na světě.
Spolek zakládali Dr. Tytus Chałubiński, Józef Stolarczyk, Eugeniusz Janota, Ludwik Eichborn, Walery Eljasz-Radzikowski a jiní. Prvním předsedou se stal hrabě Mieczysław Rey. Po první světové válce měl PTT zastoupení v celé zemi.
Spolek vydával ročenky s názvem Pamiętnik Towarzystwa Tatrzańskiego („Ročenka Tatranského spolku“) a časopis Wierchy (Hory). Vydával turistickou a průvodcovskou literaturu, zasloužil se o rozvoj lidového řemesla vytvořením „Školy dřevěného průmyslu“ v Zakopaném. Právě ona vysoce pozvedla úroveň lidové umělecké tvorby v oblasti a tím i zájem o goralský folklór. Spolek vybudoval téměř 150 turistických chat a útulen od Sudet po Poloninské Karpaty, vyznačil několik tisíc kilometrů turistických cest, zabýval se muzejnictvím, sehrál významnou roli při ochraně přírodního bohatství, budoval a udržoval turistické a lázeňská střediska.
Ve Vysokých Tatrách, později i v jiných polských pohořích, založil organizovanou horskou záchrannou službu. Lyžařská sekce spolku patřila mezi průkopníky lyžařského sportu zejména ve Vysokých Tatrách a ve Východních Karpatech. Spolek před druhou světovou válkou uspořádal řadu vědeckých a horolezeckých expedic do zámořských velehor (Andy, Himálaj, Atlas, Kavkaz).
Spolek navazoval přátelské styky s podobnými spolky a sdruženími. S Klubem československých turistů spolupracoval od roku 1925, kdy byla podepsána společná československo–polská smlouva, která umožňovala jednodušší neformální přechod státních hranic ve vybraných horských oblastech. V letech 1924–1925 se spolek významně podílel na návrzích na vytvoření přeshraničních národních parků v Pieninách, ve Vysokých Tatrách a později v Krkonoších.

## Současnost
Dnes má PTTK (následník PTT) více než 60 000 členů, přes 260 poboček, 2500 kroužků a klubů. Disponuje téměř 200 ubytovacími zařízeními různých kategorií s více než 20 000 lůžky v 60 turistických domovech, 77 horských chatách a dalších zařízeních cestovního ruchu po celé zemi. Provozuje síť 16 regionálních muzeí, které jsou centry polských tradic cestovního ruchu. Jsou v nich shromážděny unikátní dokumenty a hmotné důkazy o účasti PTTK a jeho předchůdců, formování společenských a kulturních aktivit v Polsku. PTTK vydává turistické mapy, brožury a průvodců. Vlastní knihovny a regionální turistické kanceláře.
PTTK má vlastní zaměstnance: turistické průvodce, lyžařské instruktory, ochránce přírody a mnoho jiných. V nejatraktivnějších oblastech cestovního ruchu se stará o 63 tisíc kilometrů turistických a cyklistických stezek, stará se o vodní turistiku a vykonává i další činnosti spojené s cestovním ruchem.
Spolek je členem několika mezinárodních organizací, například Evropské asociace turistických klubů, Světové konfederace činností pod vodou nebo Alliance Internationale de Tourisme.

## Galerie

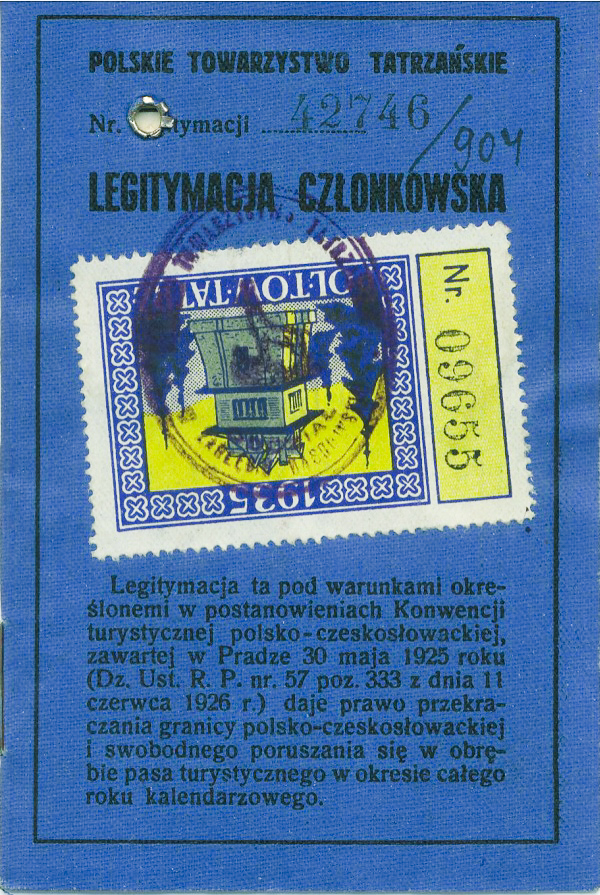
Členská legitimace PTT
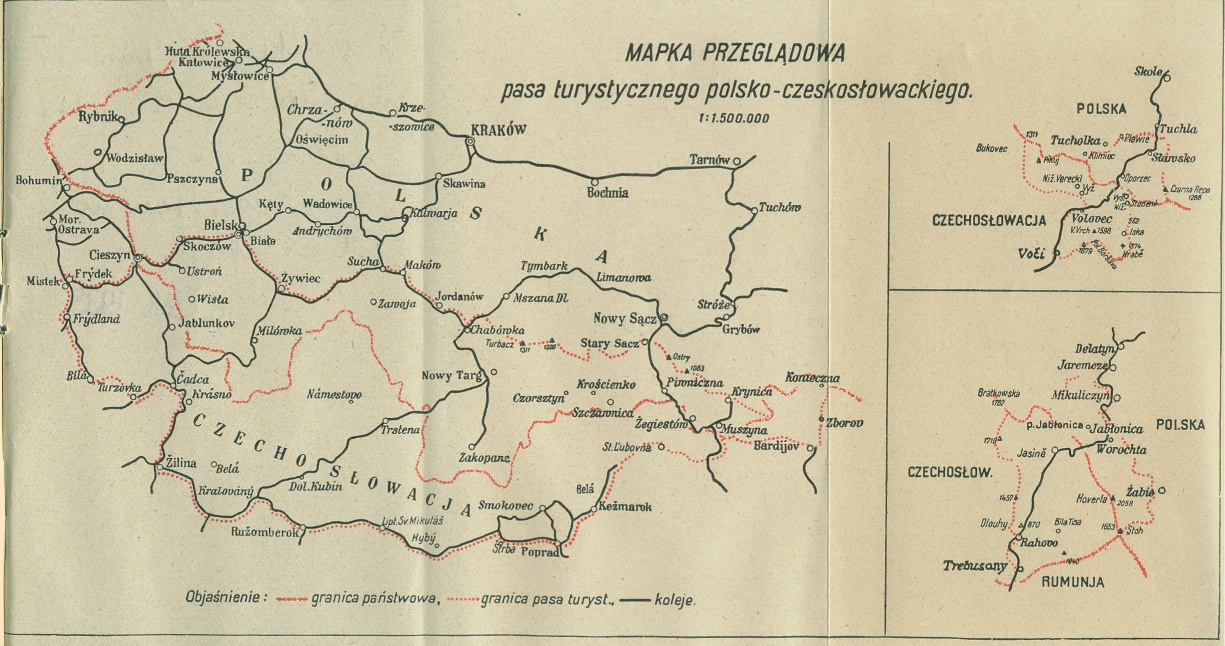
Mapka československo-polského pohraničí v legitimaci PTT
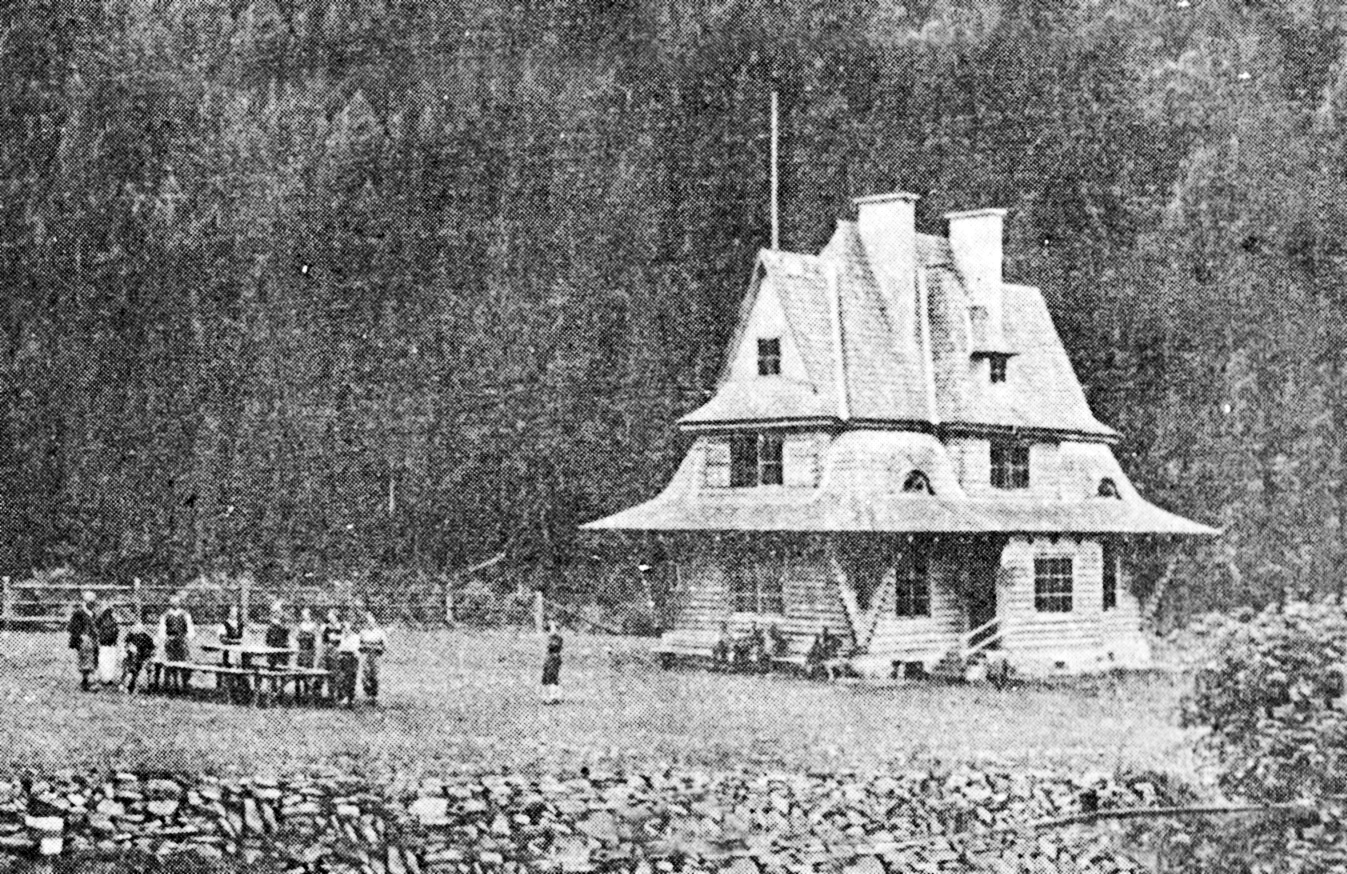
Chata PTT ve Východních Karpatech v roce 1936
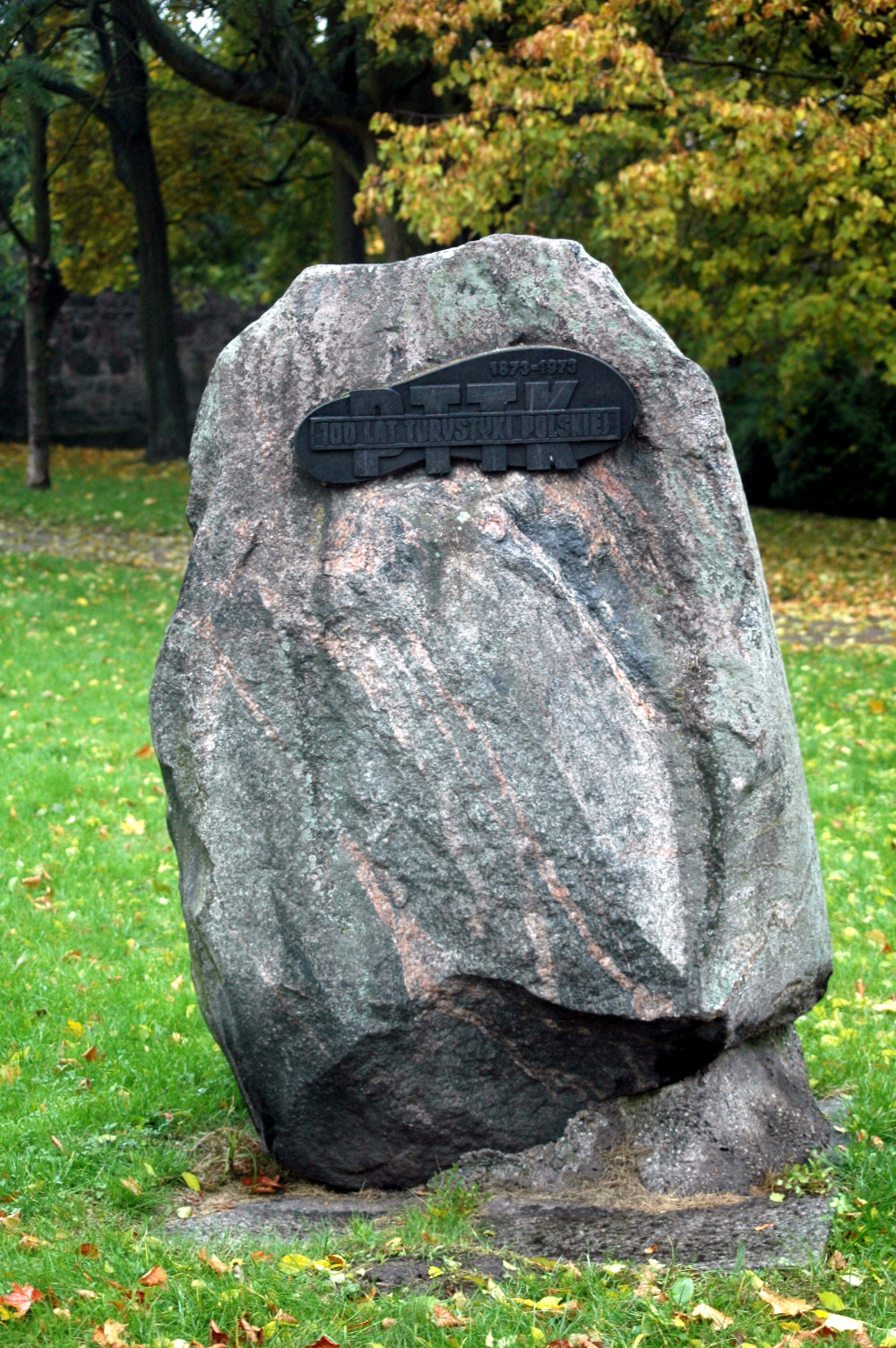
Památník 100. výročí PTTK ve městě Stargard
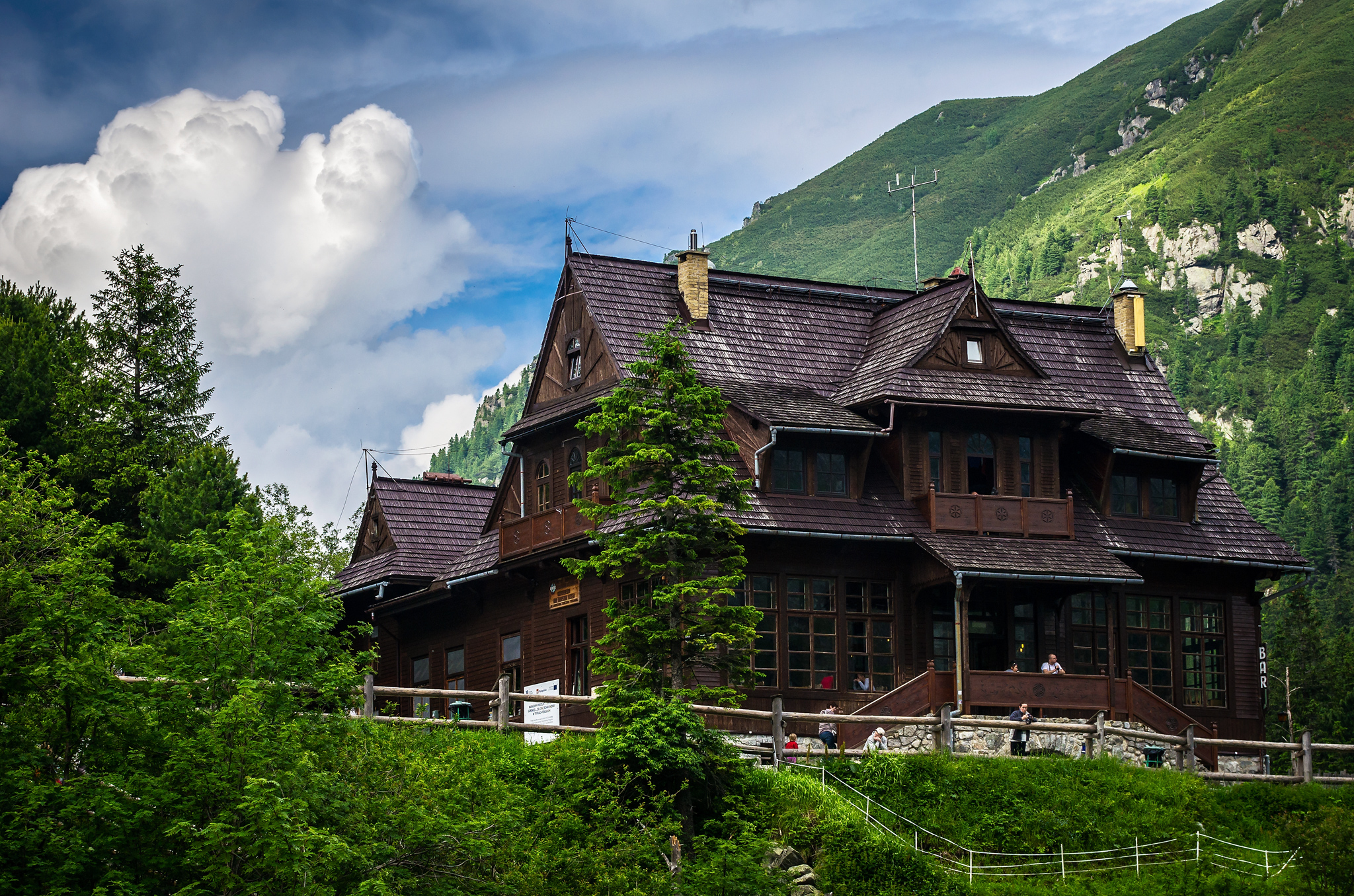
Chata PTTK Stanisława Staszica u plesa Morskie Oko ve Vysokých Tatrách
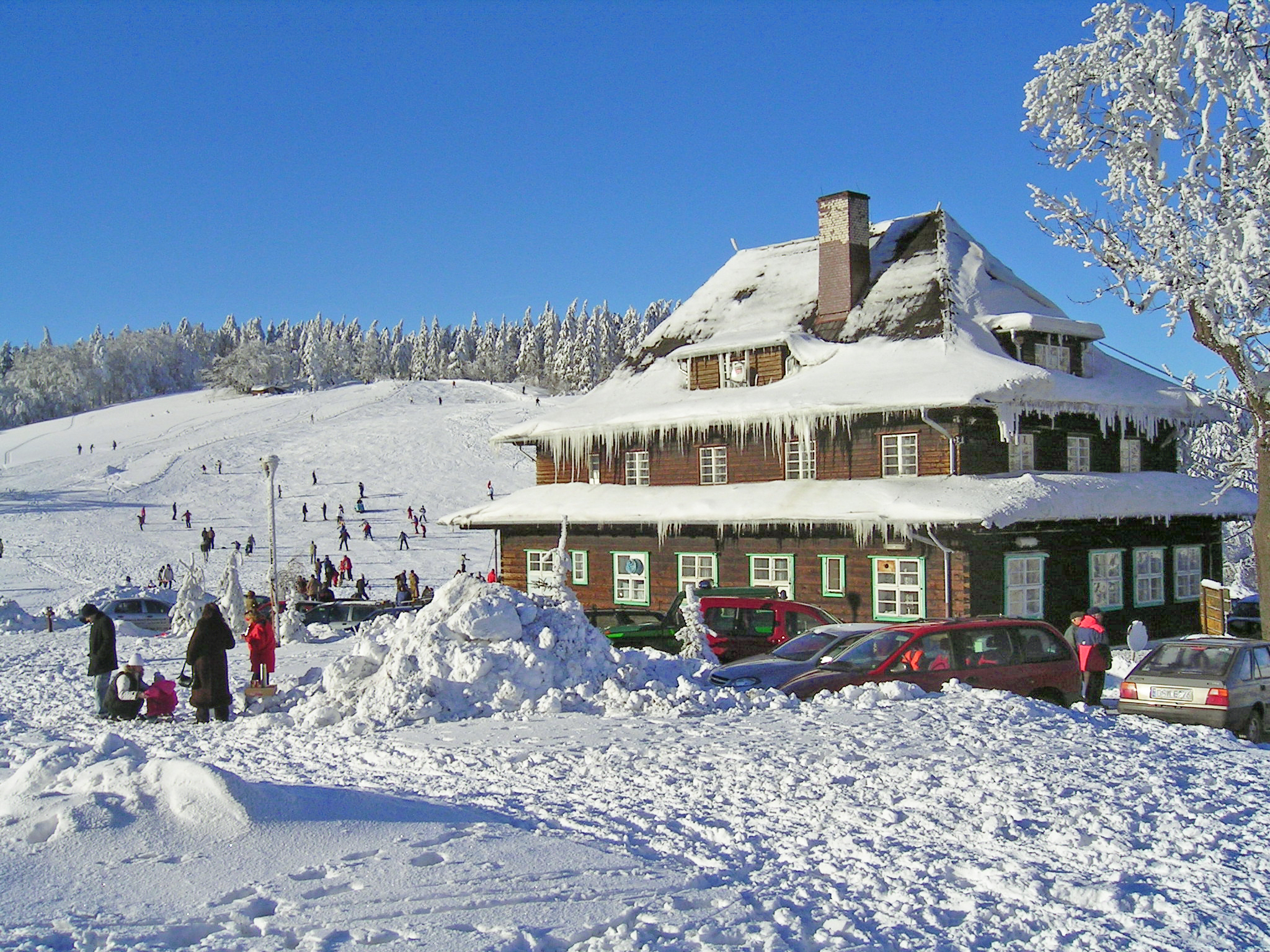
Horská chata PTTK Andrzejówka ve Středních Sudetech v jihozápadním Polsku
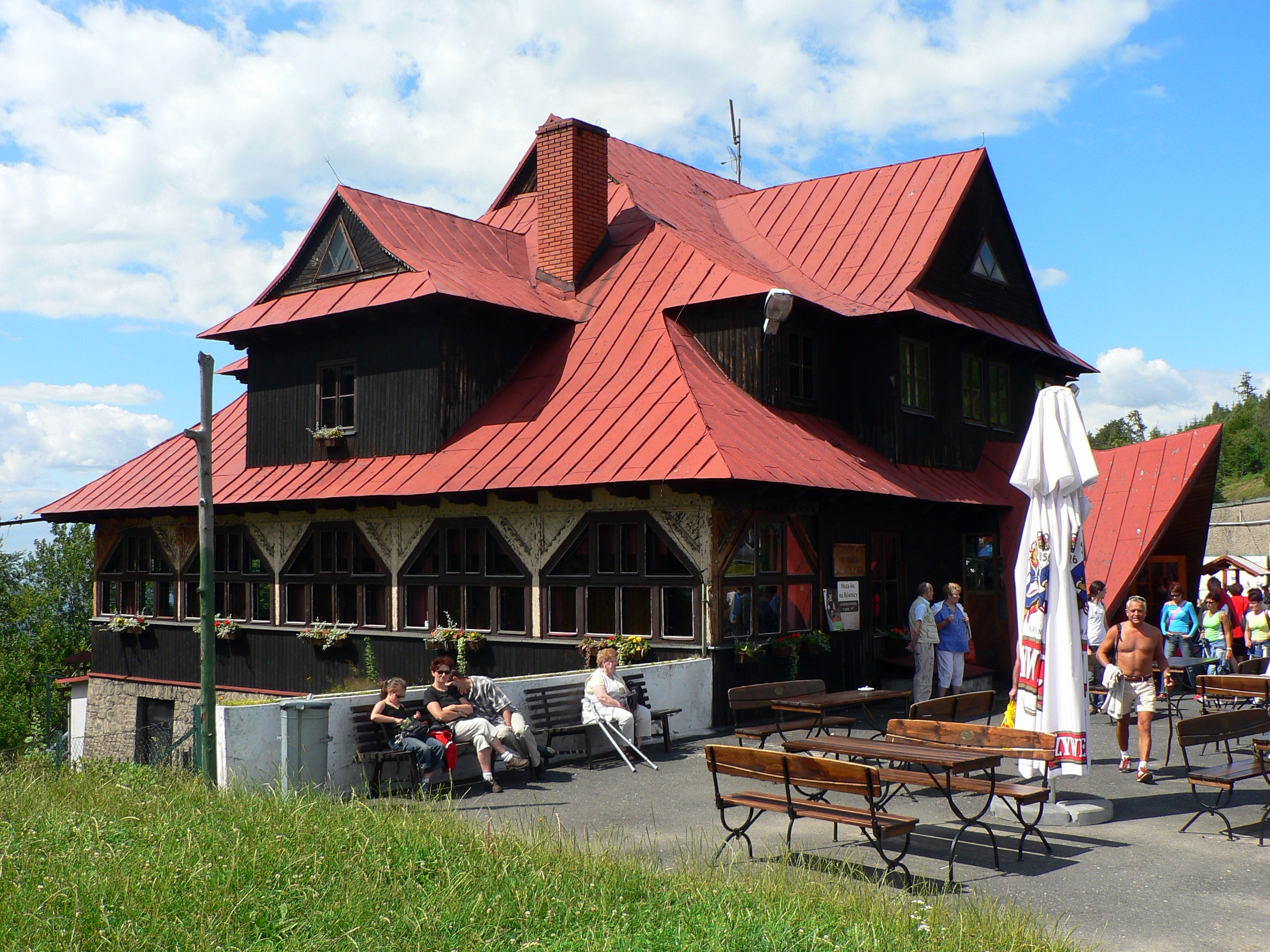
Chata PTTK Równica v Slezských Beskydech
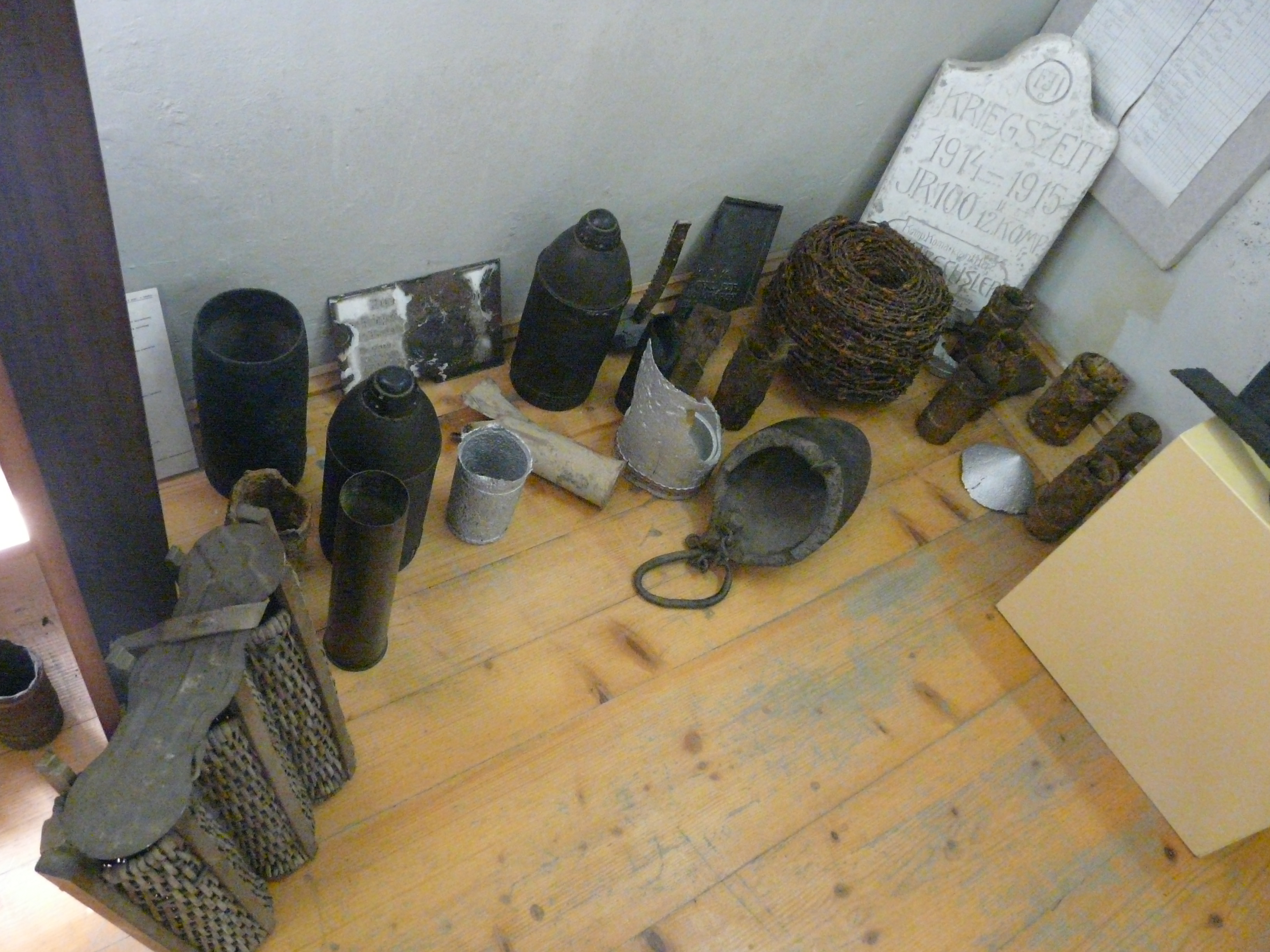
Exponáty regionálního muzea PTTK ve městě Gorlice